# بشنس
بشنس هو الشهر التاسع من التقويم المصري. وفي التقويم الجريجوري يبدأ من 9 مايو إلى 7 يونيو. وهو أول أشهر موسم ”شمو“ (أي الحصاد) في مصر القديمة. واسمه مشتق من اسم الإله خنسو إله القمر والسفر.

## اقرأ أيضا
- فصل الحصاد